# Бак (морской термин)

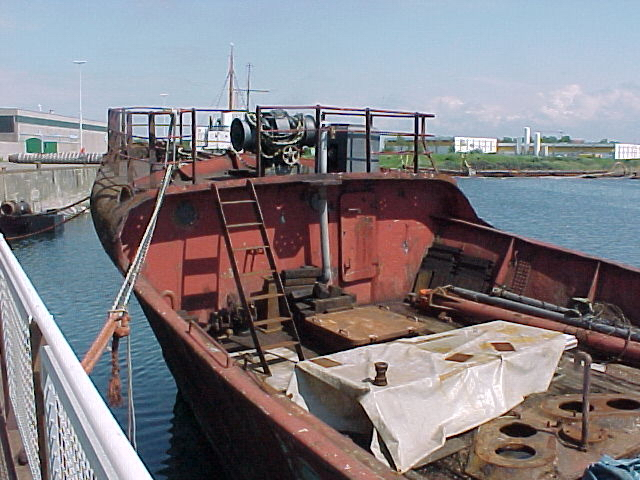
Полубак (возвышение) и бак (носовая часть основной палубы)

Бак (от нидерл. bakboord — «сторона, находящаяся за спиной рулевого»; нем. Backbord; англ. back) — передняя часть палубы (от носа до фок-мачты) или палубы носовой надстройки корабля (судна).
Надстройку над верхней палубой в носовой части корабля называют «полубаком». Удлинённый полубак может занимать до 2/3 длины судна.
Основное назначение полубака заключается в увеличении высоты борта в носовой части корабля, что важно для обеспечения хорошей мореходности, защиты верхней палубы от заливания при встречной волне и повышения непотопляемости. В удлинённом баке на грузовых судах располагают грузовые твиндеки, на пассажирских судах — каюты.
На баке или внутри полубака обычно располагают якорное и швартовное устройства.
В Средневековье заднюю и переднюю части корабля викингов возвышали над палубой для расположения на них стрельцов и копьеметателей, отчего в английском эту часть корабля называют «крепостью» или «за́мком» (forecastle).